# Сереховичевская сельская община
Сереховичевская сельская община (укр. Сереховичівська сільська громада) — территориальная община в Ковельском районе Волынской области Украины.
Административный центр — село Сереховичи.
Население составляет 3240 человек. Площадь — 170,6 км².
В соответствии с распоряжением Кабинета Министров Украины от 12 июня 2020 года, в состав общины вошла территория Сереховичевского, Соколищенского, Соловьёвского и Сыновского сельских советов упразднённого Старовыжевского района.

## Населённые пункты
В состав общины входит 11 сёл:
- Сереховичи
  - Грабово
  - Новая Воля
- Соколищенский старостинский округ:
  - Мильцы
  - Подсыновка
  - Соколище
  - Шкробы
- Соловьёвский старостинский округ:
  - Комарово
  - Ницы
  - Соловьи
- Сыновский старостинский округ:
  - Сыново